# Stanisław Wójcik (polityk)
Stanisław Wójcik (ur. 23 marca 1901 w Sobótce, zm. 14 marca 1989 w Plattsburgh) – polski adwokat i działacz ludowy, obrońca w procesach chłopskich lat 30., poseł do Krajowej Rady Narodowej (1946–1947) i na Sejm Ustawodawczy (1947), członek Centralnej Komisji Porozumiewawczej Stronnictw Demokratycznych w 1946. 

## Życiorys
Studiował prawo na Uniwersytecie Warszawskim i Uniwersytecie Stefana Batorego. W czasie I wojny światowej działał w Polskiej Organizacji Wojskowej. Współzakładał PAML i ZMW „Wici”. W 1922 przystąpił do PSL „Piast”, a w 1931 w wyniku zjednoczenia ugrupowań ludowych do Stronnictwa Ludowego. Pełnił obowiązki wiceprezesa Zarządu Wojewódzkiego SL na Lubelszczyźnie, zasiadał również w Radzie Naczelnej. Pod koniec lat 30. bronił jako adwokat oskarżonych o organizowanie strajków chłopskich działaczy ludowych oraz polskich rolników.
Po wybuchu II wojny światowej tworzył struktury SL „Roch” na Lubelszczyźnie, przewodniczył wojewódzkiej „trójce” politycznej w Lublinie. Dwukrotnie aresztowany przez Gestapo, był więziony na Zamku Lubelskim. Od 3 do 7 maja 1945 członek Komisji Głównej Rady Jedności Narodowej.
Od sierpnia 1945 w Polskim Stronnictwie Ludowym, był sekretarzem Naczelnego Komitetu Wykonawczego PSL. Wchodził w skład Krajowej Rady Narodowej (1946–1947) oraz Sejmu Ustawodawczego (1947).
W końcu 1947 usunięty z partii jako zwolennik Stanisława Mikołajczyka. Sejm pozbawił go także mandatu poselskiego. Udał się na emigrację do USA. W 1949 pozbawiony obywatelstwa polskiego, które przywrócono mu pośmiertnie 15 marca 1989. Kontynuował działalność polityczną w amerykańskim odłamie PSL.